# Castellers de Sabadell

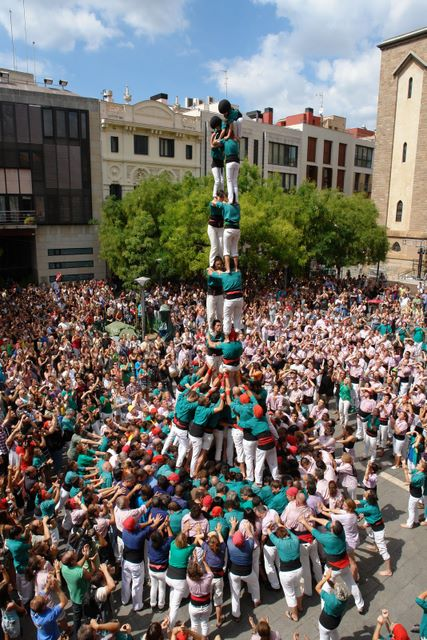
Primer 2 de 8 con forro cargado por los Castellers de Sabadell en la Fiesta Mayor de Sabadell del 2011.

Los Castellers de Sabadell, también denominados "saballuts", son una 'colla castellera' de Sabadell. Celebran la Fiesta de la Colla el segundo fin de semana de noviembre, y el aniversario (los primeros ensayos) alrededor de San Juan. 
Otras actuaciones importantes durante la temporada son las fiestas mayores de Sabadell, Barberá del Vallés, Creu Alta y la fiesta de inicio de temporada (en marzo). 
Han viajado por toda Cataluña y a otras comunidades autónomas como País Vasco, Navarra, Islas Baleares...

## Historia
La colla fue fundada el mayo de 1994. El color de camisa es el verde, cogido del color de la bandera y de la cebolla del escudo de la ciudad de Sabadell. 
Desde su nacimiento han trabajado por la ciudad, colaborando en actividades y con entidades de Sabadell, actualmente forman parte de la Federación Sabadell Cultura que engloba a 10 de las entidades culturales catalanas que hay en Sabadell. 
La colla ha tenido diferentes presidentes: Miquel Francés (1994-1997), Mateu Llorens (1998), Jordi Porta (1999-2000), Xavi Morón (2000-2003), Jordi Sempere (2004-2007); y diferentes "Cabos de Colla": Pep Soler (1994-1997, 2001), Martí Rovira (1998), Dani Benítez (1999-2000, 2002-2007). 
La sede social actual es el Centro de Producción y difusión de Cultura Popular Catalana, suyo también de Sabadell Cultura, lugar dónde ensayan dos veces por semana para mantener y aumentar su nivel 'casteller'. Este es el tercer local social tras pertenecer al CEIP Joanot Alisanda y a la nave de la calle Borrell. 
Desde la presentación, en el noviembre de 1994, han realizado casi dos mil castillos en Cataluña, además de hacer salidas sociales fuera de la comunidad (País Vasco, Navarra, Mallorca...). 
Fue la colla con la progresión más rápida hasta cargar su primero '4 de 8' (septiembre de 1996) hecho que los condicionó hasta la actualidad, puesto que supone su techo 'casteller' (sólo igualado el septiembre de 1997). Otros castillos importantes que han realizado han sido descargar la Torre de 7 (la primera el noviembre de 2005) y descargar el '3 de 7' por debajo (octubre de 2000 y en el Concurso de Tarragona de 2006). 
En la actualidad trabajan para lograr castillos de la gama alta de 7 y hacer incursiones en los castillos de 8 pisos con tal de que los más de 250 socios de la entidad sigan sintiéndose orgullosos de ser 'Saballuts'.